# Ривман, Давид Вениаминович
Дави́д Вениами́нович Ри́вман (1929—2007) — учёный-криминолог, доктор юридических наук, профессор, заслуженный юрист РФ, заслуженный работник МВД СССР, полковник милиции.

## Биография
Давид Ривман родился 5 ноября 1929 года в Ленинграде в еврейской семье. 
В 1948 году он окончил среднюю школу № 79 и поступил на вечернее отделение юрфака ЛГУ, но, проучившись один курс, перевёлся в Ленинградский юридический институт имени М. И. Калинина, который окончил в 1952 году и был направлен в Вологодскую областную коллегию адвокатов.
С 1952 по 1955 год — адвокат и заведующий юридической консультацией в Никольске Вологодской области. 
С 1956 по 1997 — в органах МВД на оперативной работе в уголовном розыске Выборгского РОВД Ленинграда. 
С 1961 по 1966 — соискатель кафедры уголовного права ЛГУ. 
С 1968 года — на преподавательской работе в различных учреждениях МВД СССР.
С 1966 года — кандидат юридических наук: научный руководитель профессор Иосиф Солодкин. Тема диссертации: «Участие общественности при применении и исполнении мер уголовно-правового принуждения, не связанных с лишением свободы». 
С 1981 — доктор юридических наук, с 1983 — профессор. Тема диссертации: «Виктимология и профилактика преступлений».
Преподавал сначала в Санкт-Петербургской высшей школе МВД РФ, затем в Санкт-Петербургском университете МВД России. 
Являлся профессором Санкт-Петербургского гуманитарного университета профсоюзов. 
Умер 17 февраля 2007 года в Санкт-Петербурге

## Публикации
- Участие общественности при применении и исполнении мер уголовно-правового принуждения, не связанных с лишением свободы. Автореферат на соискание кандидата юридических наук. Л.,1966.
- Некоторые вопросы предотвращения убийств.//Вопросы борьбы с преступностью. М.,1970.—Вып.12.—С.94-98.
- Некоторые вопросы изучения личности и поведения потерпевшего от преступления.//Преступность и её предупреждение. Л.,1971.
- Потерпевший от преступления: личность, поведение, оценка. Л.,1973.
- О содержании понятия «виктимность».//Вопросы теории и практики борьбы с преступностью. Л.,1974.
- Виктимологические факторы и профилактика преступлений. Учебное пособие. Л.,1975.
- Виктимологический аспект аналитической работы в органах внутренних дел. Л.,1977.
- Профилактика групповой преступности инстанциями по делам несовершеннолетних. Л.,1987.
- Ривман Д. В., Зазулин Г. В. К вопросу об организации международного сотрудничества в борьбе с незаконным оборотом наркотиков.//Международное сотрудничество право охранительных органов в борьбе с организованной преступностью и наркобизнесом. Материалы международной научно-практической конференции. Санкт-Петербург, 25.07.1997./Под ред.: О. М. Латышева, В. П. Сальникова./СПб.,1997.—Ч.2.—С.62-66.
- Ривман Д. В., Устинов В. С. Виктимология. М.,2000.
- Оперативно-розыскная деятельность. М.,2001.
- Криминальная виктимология. СПб.,2002.
- Результаты оперативно-розыскной деятельности: уголовно-процессуальные проблемы их реализации.//В кн.: Уголовно-процессуальная реформа: УПК РФ — год спустя. Актуальные проблемы применения. Программа всероссийской научно-практической конференции. Санкт-Петербург,24.10.2003./В. П. Сальников, В. П. Очередько, А. Н. Павлов и др. СПб.,2003.